# جزیره بردین
جزیره داش آدا یکی از جزایر دریاچه ارومیه است.
مساحت این جزیره کوچک ۰٫۱۹ کیلومتر مربع و ارتفاع بلندترین نقطهٔ آن از سطح دریاهای آزاد ۱۳۲۲ متر است.
جزیره بردین در شمال غربی دریاچه ارومیه و در غرب جزیره بزرگ‌تر مرکید واقع شده‌است. جزیره بردین در فاصله‌ای بسیار کم و در جنوب جزیره پیشوا قرار گرفته‌است.
در فاصله‌ای کم در جنوب بردین نیز جزیره‌ای به نام سنگو واقع شده‌است.
نزدیک‌ترین روستا به این جزیره‌ها روستای قالقاچی است.

## نام جزیره
نام بَردین کردی و به معنای «سنگی» است. در میان ترک‌زبانان محل، این جزیره را داش‌آدا نیز می‌نامیده‌اند که به معنای جزیره سنگی است.